# Leon Durham
Pour les articles homonymes, voir Durham.
Leon Durham (né le 31 juillet 1957 à la Cincinnati, Ohio, États-Unis) est un joueur de baseball ayant évolué dans les Ligues majeures de 1980 à 1989, principalement pour les Cubs de Chicago.

## Carrière
Leon Durham est un choix de première ronde des Cardinals de Saint-Louis en 1976. Il joue son premier match dans les majeures avec Saint-Louis le 27 mai 1980. Il participe à 96 matchs à sa saison recrue, frappant dans une moyenne au bâton de ,271 avec 8 coups de circuit et 42 points produits. Le 9 décembre 1980, Durham fait partie des joueurs transférés aux Cubs de Chicago dans la transaction amenant à Saint-Louis le lanceur étoile et futur membre du Temple de la renommée Bruce Sutter.
En 1982, il frappe pour ,312 avec 90 points produits en 148 parties chez les Cubs et remporte le Bâton d'argent à la position de voltigeur dans la Ligue nationale. En 1982 et 1983, il est sélectionné pour le match des étoiles.
Durham a connu 5 saisons de 20 circuits ou plus avec Chicago et réussi un sommet personnel de 96 points produits au cours de la saison 1984.
Jouant au poste de voltigeur avec les Cardinals puis à ses premières saisons avec les Cubs, Durham hérite de la position de joueur de premier but après le départ de Bill Buckner, échangé à Boston.
En mai 1988, après un peu plus de 7 saisons à Chicago, il est transféré à l'équipe de sa ville natale, les Reds de Cincinnati, en retour du lanceur Pat Perry. Durham complète sa carrière en 1989 avec un dernier séjour d'un an chez les Cardinals de Saint-Louis.
En 1067 parties réparties sur 10 saisons, Leon Durham a maintenu une moyenne au bâton de ,277 avec 992 coups sûrs, 147 circuits, 530 points produits et 522 points marqués. 
Durham est aussi célèbre pour une erreur coûteuse commise en séries éliminatoires. En 1984, les Cubs affichent le meilleur dossier de la Ligue nationale avec 96 victoires et remportent les deux premiers matchs de la Série de championnat contre les Padres de San Diego, avant de voir ces derniers gagner les troisième et quatrième affrontements. Lors du cinquième et dernier match de la série, Chicago perd une avance de 3-0, puis en 7e manche, avec son club en avance par un point, Durham laisse bêtement filer entre ses jambes un roulant du frappeur suppléant Tim Flannery. Le point égalisateur vient marquer puis Tony Gwynn produit le point gagnant, non mérité. Les Padres remportent éventuellement la partie 6-3 et accèdent aux Séries mondiales. Incidemment, le joueur à qui Durham avait succédé comme premier but titulaire de l'équipe, Bill Buckner, verra sa carrière entachée par une erreur très similaire en Série mondiale 1986 avec les Red Sox.
Il a participé au film Little Big League, réalisé par Andrew Scheinman en 1994, qui se déroule dans l'univers du baseball.